# AHS Krab
AHS Krab – polska XXI-wieczna armatohaubica samobieżna (AHS) kalibru 155 mm z lufą o długości 52 kalibrów (L/52 – 8 metrów), na podwoziu gąsienicowym. Stanowi polską adaptację produkowanego na licencji brytyjskiego systemu wieżowego AS90/52 Braveheart. Produkowana w Hucie Stalowa Wola.
Wyboru systemu wieżowego dokonano w 1999 roku, a prototyp HSW skompletowała w 2001 roku. Broń budowana była początkowo na polskim podwoziu UPG-NG produkowanym przez Zakłady Mechaniczne „Bumar-Łabędy”, z którym skompletowano osiem pojazdów serii wdrożeniowej. Po długim etapie rozwoju oraz kilkuletnim wstrzymaniu tego programu, pierwszych osiem dział przekazano wojsku do prób w 2012 roku. Z uwagi na problemy z podwoziem, w grudniu 2014 roku podjęto decyzję o zmianie w pojazdach seryjnych podwozia UPG-NG na południowokoreańskie K9PL produkcji Samsung Techwin, stosowane w armatohaubicy K9 Thunder, którego produkcję podjęto następnie w Hucie Stalowa Wola na licencji. Od 2017 roku sukcesywnie działa te wchodzą na uzbrojenie dywizjonów artylerii dywizyjnej Wojsk Lądowych. W 2022 roku partia Krabów została przekazana Ukrainie, gdzie zadebiutowały w boju.

## Historia rozwoju

### Wybór systemu

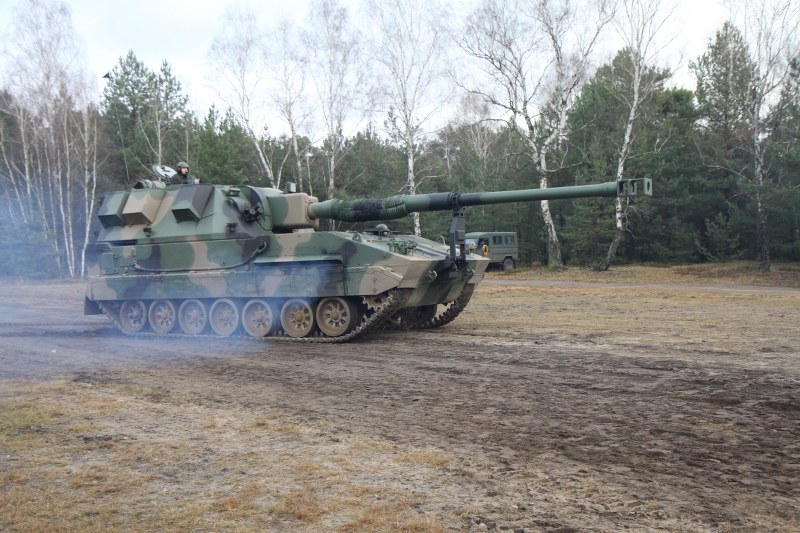
Haubica AHS Krab osadzona na pierwotnym podwoziu UPG-NG podczas prezentacji z okazji Święta Wojsk Rakietowych i Artylerii w Toruniu (2012)

Koncepcja wprowadzenia do Wojsk Lądowych nowego dalekonośnego systemu artyleryjskiego pojawiła się na początku lat 90. XX wieku. W wyniku analiz ustalono, że w związku z rozwiązaniem Układu Warszawskiego i zamiarem integracji ze strukturami zachodnimi istnieje potrzeba wprowadzenia samobieżnych dział kalibru 155 mm, strzelających nowoczesną amunicją kompatybilną ze standardami NATO, w miejsce dotychczas używanych dział rosyjskiego kalibru 152 mm. Uznano, że realne jest stworzenie takiego systemu w Polsce we współpracy z kooperantem zagranicznym, z uwagi na brak opracowywania wcześniej w Polsce systemów artyleryjskich. Zakładano początkowo podjęcie współpracy z sąsiednią Słowacją, gdzie prowadzono prace nad rozwinięciem rodziny kołowej armatohaubicy Dana, stanowiącej już uzbrojenie Wojska Polskiego. Po analizach, w 1993 roku Huta Stalowa Wola (HSW) zaoferowała polskiemu Sztabowi Generalnemu podjęcie produkcji takiego systemu, co spotkało się z zainteresowaniem i poleceniem dalszych studiów w tym kierunku. Pierwotnie rozważano montaż nowego słowackiego systemu wieżowego Zuzana z armatohaubicą kal. 155 mm o długości lufy L/45 (45 kalibrów) na polskim podwoziu gąsienicowym wywodzącym się z rodziny Kalina, stąd też dalsze prace w Polsce otrzymały kryptonim Zuzanna. Po złożeniu zapytania ofertowego, 28 listopada 1996 roku Ministerstwo Obrony Narodowej zleciło HSW prace badawczo-rozwojowe programu Zuzanna obejmujące opracowanie założeń, przeprowadzenie przetargu na system wieżowy i jego zakup.
Swoje oferty złożyło osiem przedsiębiorstw, z których do dalszego postępowania wybrano cztery konstrukcje:Denel), słowacką Zuzana / A40 Himalaya (producent: ZTS Dubnica), południowoafrykańską T-6 (Denel), brytyjską AS90 (VSEL) i niemiecką PzH 2000 (Wegmann). Wieża miała być zamontowana na przedłużonym do siedmiu par kół jezdnych podwoziu typu Kalina. Jeszcze w 1997 roku przetarg jednak unieważniono ze względu na niekorzystną procedurę, wiążącą się ze znacznymi kosztami dla HSW w razie realizacji. Do drugiego przetargu, przewidującego kooprodukcję połączoną z transferem technologii zwycięskiej wieży, przystąpiły trzy firmy – wycofali się Południowoafrykańczycy. Była wówczas mowa o zastosowaniu podwozia typu czołgowego, przez co zamawiający rozumiał specjalne podwozie gąsienicowe opracowane z elementami czołgu rodziny T-72. W celu uzyskania możliwie dużej donośności zdecydowano się na lufę o długości 52 kalibrów (L/52), co wyeliminowało słowackie działo o krótszej lufie, które też nie było zgodne ze wspólną balistyką NATO (JBMoU). W 1998 roku wybrano do porównania dwie konstrukcje – niemiecką i brytyjską, przy czym wydawało się wówczas, że większe szanse ma niemiecka PzH 2000. Brytyjczycy przedstawili w konkursie najnowszą eksportową wersję AS90 z dłuższą lufą niż dla Armii Brytyjskiej, nazwaną marketingowo AS52 Braveheart, a w Polsce Chrobry. Ostatecznego wyboru miało dokonać Ministerstwo Obrony Narodowej. Próby ogniowe działa brytyjskiego przeprowadzono w dniach 21–24 czerwca 1999 roku na poligonie Żagań-Świętoszów, natomiast Niemcy nie przywieźli swojej haubicy na poligon w Żaganiu, tłumacząc to brakiem zgody ich rządu na wywóz. Oferta niemiecka została oceniona niżej, gdyż była oferowana razem z podwoziem, a posadowienie wieży PzH 2000 na polskim podwoziu wymagałoby znacznych przeróbek i wzmocnienia podwozia oraz silnika.
Ostatecznie wybrano wieżę brytyjską i 26 lipca 1999 roku prezes Huty Stalowa Wola podpisał uroczyście z producentem GEC Marconi (właścicielem VSEL) umowę na transfer technologii i licencyjną produkcję systemu wieżowego. Brytyjczycy mieli dostarczyć sześć pierwszych wież i przez pewien czas sprzedawać lufy produkowane przez Royal Ordnance, a za integrację z podwoziem i system kierowania ogniem odpowiadała strona polska. Jako podwozie wybrano natomiast projekt przedsiębiorstwa OBRUM opracowany z myślą o armatohaubicy – ciężki gąsienicowy nośnik UPG-NG, wywodzący się z rodziny Kalina, z elementami czołgu rodziny T-72, który testowano od 1999 roku. Stworzenie zautomatyzowanego systemu dowodzenia i kierowania ogniem, na bazie rozwiązań wdrażanego równocześnie systemu Topaz, powierzono natomiast polskiej prywatnej spółce WB Electronics. HSW otrzymała od producenta kompletną dokumentację systemu wieżowego i zgody na wprowadzanie zmian i modernizacji. Przekazano również kody źródłowe do komputerów sterujących wieżą i terminali. Polska miała przejąć oprzyrządowanie do produkcji wież, nieprodukowanych już na potrzeby armii brytyjskiej, i produkować je na potrzeby ewentualnych kontraktów eksportowych GEC Marconi. Równolegle w 1999 roku Polska zobowiązała się do spełnienia celu NATO EL0905 przez wprowadzenie 80 systemów artyleryjskich zgodnych ze standardami NATO w celu uzyskania interoperacyjności.

### Prototypy

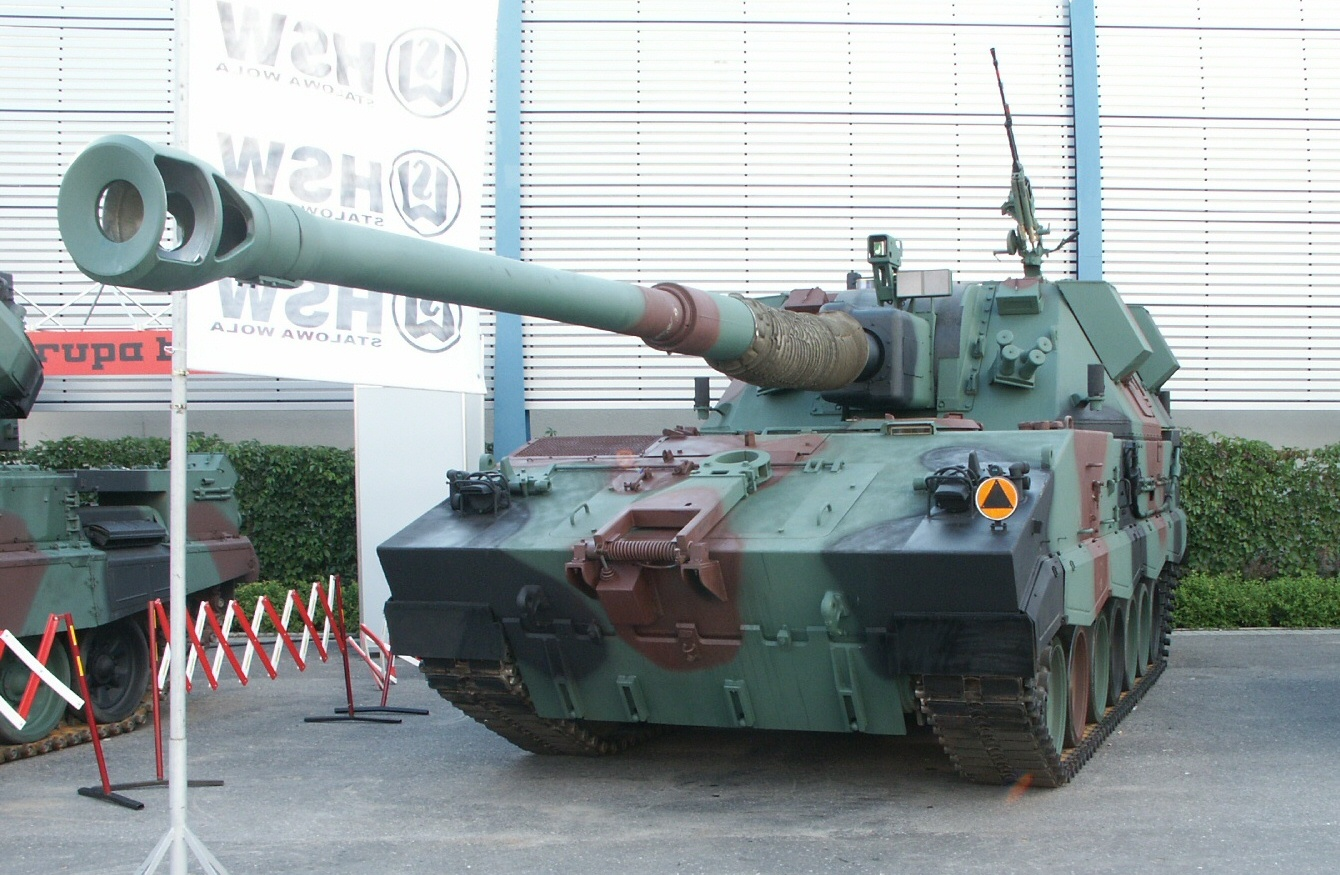
Jeden z dwóch pierwszych prototypów prezentowany na MSPO w Kielcach w 2004 roku

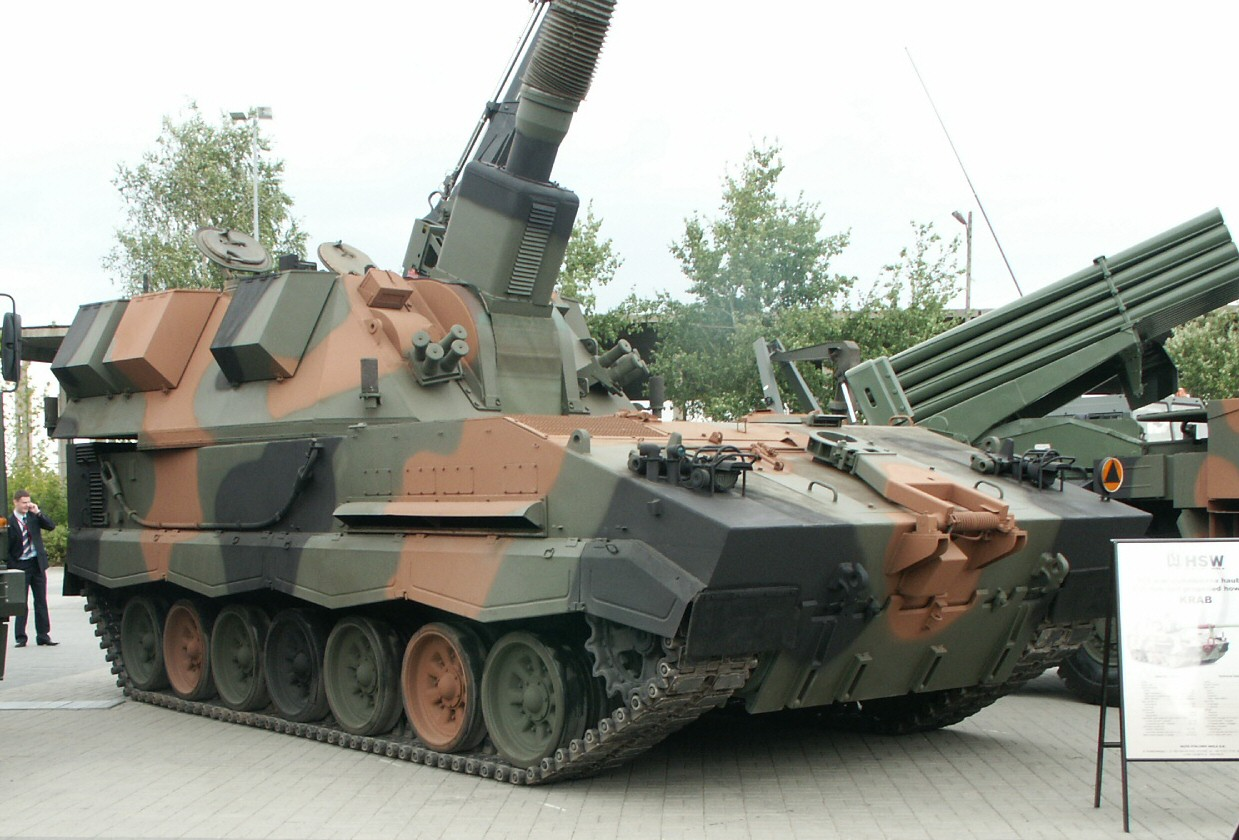
Prototyp na MSPO w 2007 roku – widoczne podwozie UPG-NG

Pierwszy moduł dywizjonowy o kryptonimie Regina, w składzie sześciu dział, miał być przekazany do prób w 2003 roku. W przypadku pomyślnych prób zakładano wprowadzenie na uzbrojenie pierwszego dywizjonowego modułu ogniowego w 2006 roku, a do 2012 roku planowano wprowadzić już cztery 18-działowe dywizjony. Jednakże, cały proces borykał się z opóźnieniami, po raz pierwszy z powodu dokonania zapłaty ze strony polskiej dopiero w czerwcu 2000 roku. 16 maja 2000 roku MON podpisało z HSW umowę na prace badawczo-rozwojowe systemu artyleryjskiego o kryptonimie Krab, co stało się następnie nazwą działa. Prace nad pierwszym prototypem działa rozpoczęto w październiku 2000 roku, pierwsza wieża z Wielkiej Brytanii przybyła w marcu 2001 roku, a podwozie dostarczono z OBRUM w kwietniu. Pierwszy kompletny prototyp Kraba zaprezentowano 12 czerwca 2001 roku. W 2002 roku ukończono drugi prototyp i prowadzono próby fabryczne i testy wojskowe. Pierwsze dwa prototypy wyposażone były w systemy wieżowe dostarczone przez BAE Systems. Według pierwotnych wymagań, prototypy Kraba przewoziły zapas 60 pocisków (jak w PzH 2000), w tym 31 w wieży i 29 w kadłubie.
Początkowo planowano powstanie prototypowego modułu dywizjonowego, w skład którego miała wejść bateria ogniowa (sześć dział) oraz wszystkie pojazdy występujące na szczeblu dywizjonu (dwa pojazdy dowódczo-sztabowe, dwa pojazdy dowódcze, wóz amunicyjny, wóz warsztatowy, wóz ewakuacyjny oraz wóz remontu uzbrojenia i elektroniki). Program jednak zaczął napotykać przeszkody związane z finansowaniem i już w 2001 roku MON ograniczyło zamówienie do dwóch dział i dwóch wozów dowodzenia. Do 25 czerwca 2003 roku prototyp armatohaubicy Krab ukończył pomyślnie badania kwalifikacyjne, a następnie przeszły je też wozy dowodzenia systemu kierowania ogniem kryptonim Azalia i wóz amunicyjny kryptonim Waran (na podwoziu Star 1466). Wóz systemu Azalia był wówczas skonstruowany na podwoziu małoseryjnego kołowego transportera opancerzonego Ryś konstrukcji Wojskowych Zakładów Motoryzacyjnych.
Zakładano rozpocząć przygotowania do produkcji seryjnej w 2003 roku i przekazać pierwszy dywizjon w 2008 roku, lecz brak środków finansowych spowodował odroczenie decyzji o wdrożeniu systemu o kilka lat. Jeszcze w 2004 roku MON zatwierdziło dokumentację na wykonanie partii próbnej Krabów, wozów kierowania ogniem Azalia i wozów amunicyjnych Waran. Pomimo tego, w tym samym roku na skutek decyzji politycznych prace zostały faktycznie wstrzymane, a program był uznawany za kontrowersyjny, co wiązało się z działaniem różnych grup nacisku we władzach oraz armii. Przyszłość programu Krab była niepewna i w grudniu 2004 roku wojsko zaproponowało wręcz zamknięcie programu i przekazanie wykonanych prototypów do Centrum Szkolenia Artylerii i Uzbrojenia w Toruniu oraz tamtejszego muzeum artylerii. Działa pozostawiono mimo to u producenta z uwagi na szansę eksportu do Indii, która jednak się nie ziściła, mimo pokazu strzelania dla delegacji indyjskiej 7 czerwca 2006 roku. Do 2006 roku program Krab, w tym zakup licencji na system wieżowy, adaptacja dokumentacji, polonizacja systemu do poziomu AS90P, wykonanie dwóch prototypów oraz program badań, kosztował niecałe 77 milionów zł, a dalsze 8,7 miliona zł kosztowało opracowanie i budowa prototypów wozów kierowania ogniem i transportera amunicji.

### Seria wdrożeniowa (podwozie UPG-NG)

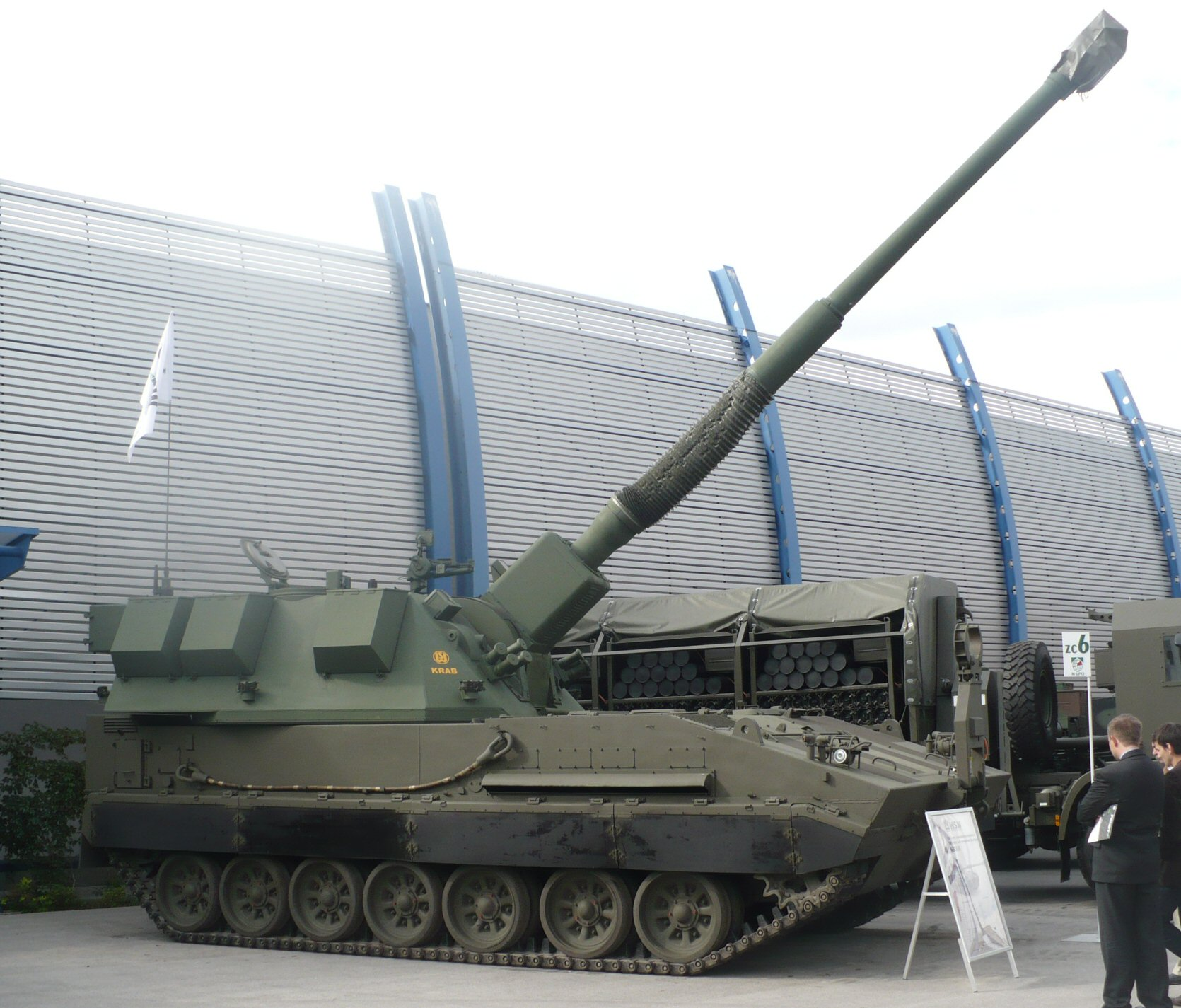
Zmodyfikowany Krab na MSPO w 2010 roku

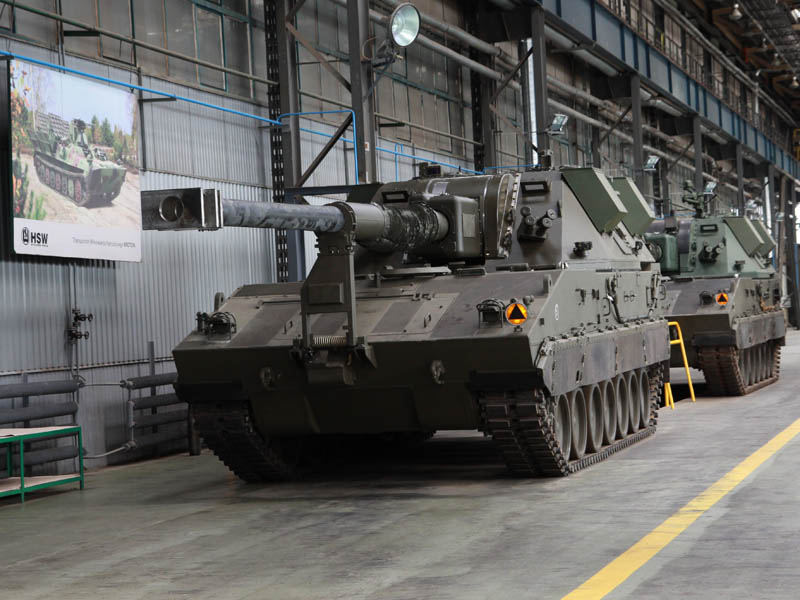
Haubice Krab partii wdrożeniowej w fabryce HSW w Stalowej Woli, 2011

Dopiero 18 września 2006 roku Rada Uzbrojenia MON podjęła decyzję o zamówieniu systemu. Po dłuższych negocjacjach co do warunków technicznych i kosztów programu, 12 maja 2008 roku MON podpisało z Centrum Produkcji Wojskowej HSW umowę o wartości około 223 mln zł na wdrożenie do grudnia 2011 roku dywizjonowego modułu ogniowego Regina, w zmienionym w stosunku do poprzednich założeń składzie. Umowa przewidywała dostarczenie ośmiu armatohaubic wraz z czterema wozami dowódczymi, wozem amunicyjnym i wozem remontu uzbrojenia i elektroniki, w tym zmodernizowanie do standardu produkcyjnego dwóch prototypów Kraba i wyprodukowanie dodatkowych sześciu dział. Podwozia dla nich wyprodukowane zostały przez Zakłady Mechaniczne „Bumar-Łabędy”. Jednostkę ognia przewożoną przez pojazd przy tym zdecydowano zmniejszyć do 40 pocisków i 48 ładunków miotających. Widoczne zmiany zewnętrzne obejmowały zamianę blaszanych fartuchów gąsienic na gumowe; wzmocniono również opancerzenie podwozia i zmieniono hamulec wylotowy.
Ze względu na długi okres decyzji i zaprzestanie w międzyczasie produkcji luf do działa samobieżnego AS90 przez stronę brytyjską, dostawca luf musiał jednak zostać zmieniony. Dokonawszy rozeznania wśród producentów luf artyleryjskich, MON wybrało produkt francuskiego koncernu Nexter Systems z Bourges. Zamówiono tam wykonanie 9 luf, z półfabrykatów zakupionych we francuskiej firmie Aubert&Duval, z których pierwsze strzelania wykonano w maju 2011 roku. Pozostałe elementy budowy działa, takie jak np. hamulec wylotowy, kołyska, zamek klinowy, oporopowrotnik, były produkcji polskiej.
Zgodnie z nowymi wymaganiami i postępem w dziedzinie elektroniki, zastosowano nowocześniejsze komponenty systemu kierowania ogniem i przystosowano działa do amunicji precyzyjnej oraz zmieniono nośniki innych elementów systemu. Wozy dowodzenia zdecydowano oprzeć na przebudowanych podwoziach gąsienicowych wycofywanych dział samobieżnych 2S1 Goździk (LPG) zamiast kołowych transporterów Ryś lub przebudowanych BWP-1, a wozy amunicyjne na ciężarówkach Jelcz P.882 8×8 zamiast nieprodukowanych już Star 1466 6×6. Ogółem przewidywano w tamtym czasie zamówienie czterech dywizjonów po 12 dział oraz dwóch dział szkolnych, łącznie 50.
Pierwsze strzelania kompletnego trzeciego Kraba, z wieżą wykonaną przez Hutę Stalowa Wola, przeprowadzono 29 lipca 2011 roku, po czym został on zaprezentowany na salonie MSPO w Kielcach w tym roku. Program napotkał jednak na kolejne przeszkody w związku z ujawnionymi w 2010 roku mikropęknięciami nowych kadłubów UPG-NG, wynikającymi z wad płyt pancernych. Po ekspertyzach, producent Bumar-Łabędy zadeklarował w 2012 roku wymianę kadłubów na nowe. 29 czerwca 2012 roku wojsko podpisało aneks do umowy o wartości 683 mln zł, zwiększając zamówienie do 24 dział oraz pojazdów wsparcia kompletnego dywizjonowego modułu ogniowego.
Po dostarczeniu luf dla skompletowania pierwszego modułu z koncernu Nexter zdecydowano, z uwagi na korzystniejsze warunki, zakupić lufy dla dalszych 16 haubic pierwszego dywizjonu w niemieckim przedsiębiorstwie Rheinmetall. W latach 2014–2016 przeprowadzono jednak modernizację działu lufowni HSW, wyposażając go w nowe urządzenia, przez co HSW uzyskała możliwości samodzielnej produkcji luf dla programu Krab. Zakończyło to proces polonizacji systemu wieżowego.

### Próby i problemy z podwoziem

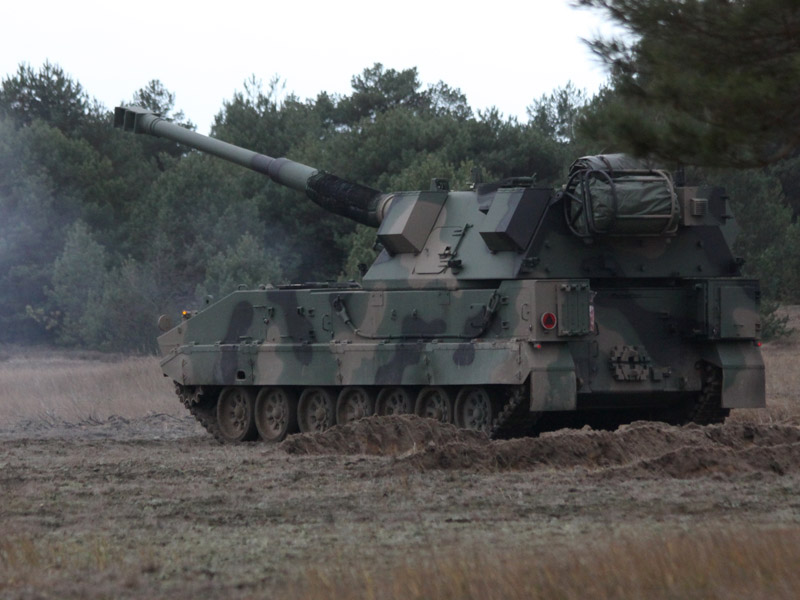
Krab serii wdrożeniowej na stanowisku ogniowym

Pierwszy moduł dywizjonowy z ośmiu dział wraz z pojazdami towarzyszącymi został oddany wojsku w 2012 roku i 30 listopada tego roku przekazany do 11 Pułku Artylerii w Węgorzewie do przeprowadzenia badań kwalifikacyjnych. Podczas prób eksploatacyjno-wojskowych w 2013 roku okazało się jednak, że podwozia UPG-NG oprócz mikropęknięć wykazują inne wady, dotyczące głównie niewydolnego układu chłodzenia, wycieków płynów eksploatacyjnych z silnika i przekładni bocznych, przenikania spalin z układu wydechowego, długotrwałego napełniania paliwem, przerywania pracy zasilania elektrycznego. Dalsza produkcja podwozi była ponadto wstrzymana przez konieczność wyboru innego silnika, gdyż pierwotnie zastosowany polski silnik S-12U nie był już dostępny, a jego producent PZL-Wola został zlikwidowany. Dziewiąty zmodyfikowany pojazd skompletowano z importowanym silnikiem i zmianami w układzie napędowym, lecz w połowie 2014 roku doszło na nim do awarii silnika i jego próby nie zostały zaakceptowane przez MON. W tym czasie w HSW oczekiwało już na montaż 16 dalszych wież.
Wobec trudności w usunięciu wad i problemów z napędem, podjęto analizy i negocjacje dotyczące zmiany podwozia systemu. Kontynuacja programu ponownie stała się zagrożona. Ostatecznie, wspólną decyzją MON i Polskiej Grupy Zbrojeniowej (właściciela HSW) wybrano w grudniu 2014 roku podwozie południowokoreańskiej armatohaubicy K9 Thunder firmy Samsung Techwin, wyposażone w preferowany przez MON niemiecki silnik MTU. Zakończyło to pomyślnie długotrwałe problemy z podwoziami UPG-NG. Oprócz dopracowania pod względem technicznym, nowe podwozie było lżejsze i wyposażone w mocniejszy silnik o mocy 1000 KM, co zapewniło znacznie lepszy stosunek mocy do masy (ponad 20 KM/t zamiast 16,3 KM/t), a przy tym nowy silnik był cichszy, bardziej ekonomiczny i mniej dymił, co sprzyjało maskowaniu. Również zastosowana amerykańska przekładnia jest mniej skomplikowana od dotychczasowej mechanicznej, a cały zblokowany zespół napędowy jest łatwiejszy do wymiany w warunkach polowych. W konsekwencji, nowe podwozie zapewniło znacznie lepsze właściwości trakcyjne oraz zdolność pokonywania przeszkód, a hydropneumatyczne zawieszenie szybciej tłumi kołysanie pojazdu po wystrzale. Zmniejszeniu uległ wprawdzie zapas paliwa i zasięg jazdy, lecz po zmianie stał się on podobny do dział zagranicznych, a ostatecznie duży zasięg do samodzielnych przebazowań bez zabezpieczenia logistycznego uznano za zbędny. Prowadzono także analizy dotyczące zamontowania silnika MTU w polskim podwoziu, lecz czas jego dostosowania byłby długi, bez gwarancji usunięcia wszystkich wad, więc projekt ten zarzucono. Rozważane było też tureckie podwozie T-155 Fırtına (również oparte na K-9), ale jego producent MKEK oferował gorsze warunki, zakładające między innymi integrację części wież w Turcji. Podjęto też rozmowy z Brytyjczykami dotyczące oryginalnego podwozia AS90, jednakże jego produkcja była już wówczas dawno zakończona.
Krab na podwoziu UPG-NG miał masę bojową 52 tony. Długość całkowita wynosiła 11,64 m, długość podwozia 8,1 m, szerokość 3,48 m, wysokość 3,085 m. Moc silnika S-12U wynosiła 625 kW (850 KM), a prędkość maksymalna pojazdu 60 km/h. Napęd przenoszony był przez mechaniczną skrzynię biegów i przekładnię pośrednią na przekładnie boczne. Zasięg jazdy wynosił około 650 km.

### Produkcja seryjna (podwozie K9)

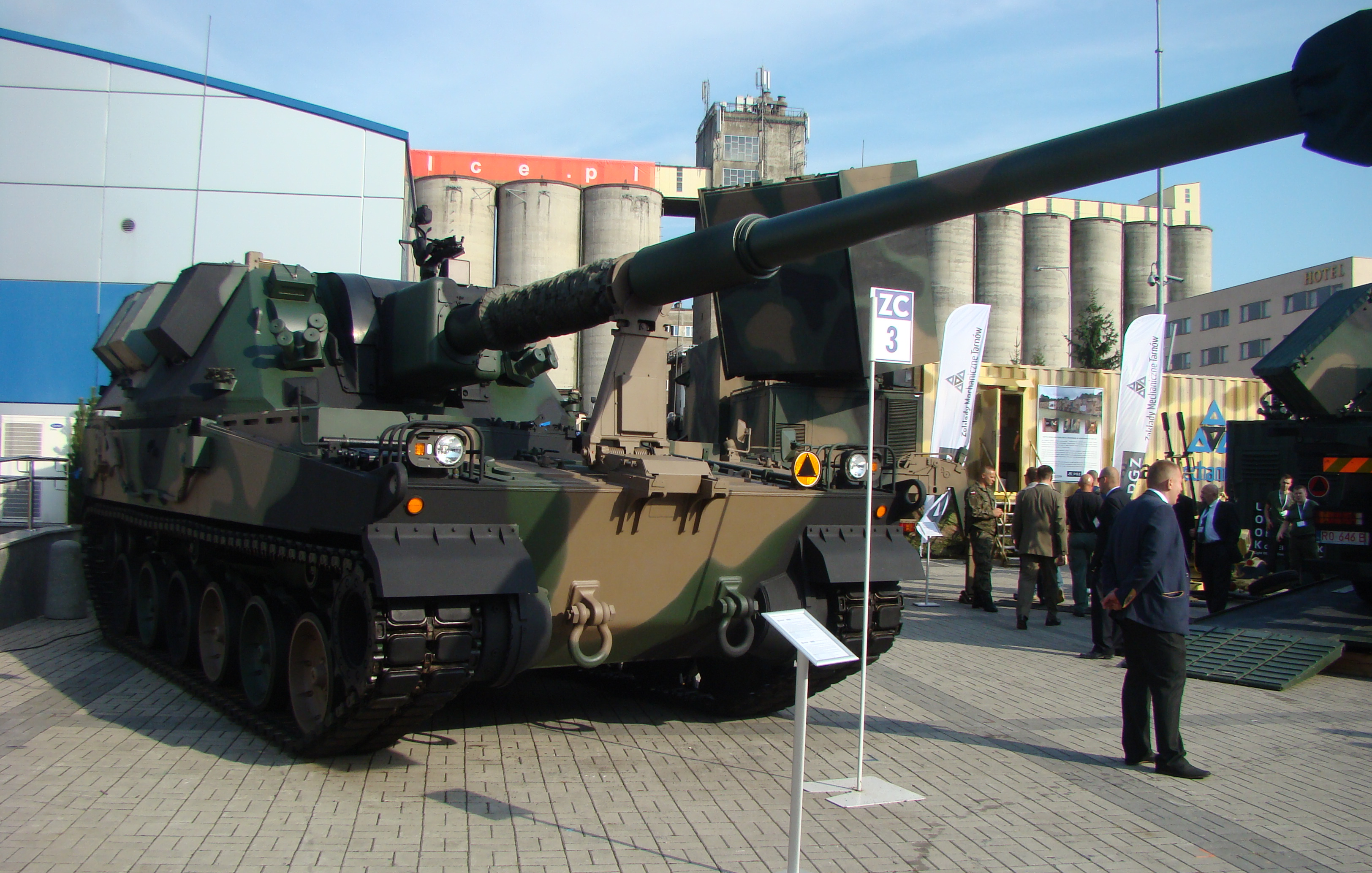
AHS Krab na podwoziu K9PL na MSPO w Kielcach w 2017 roku

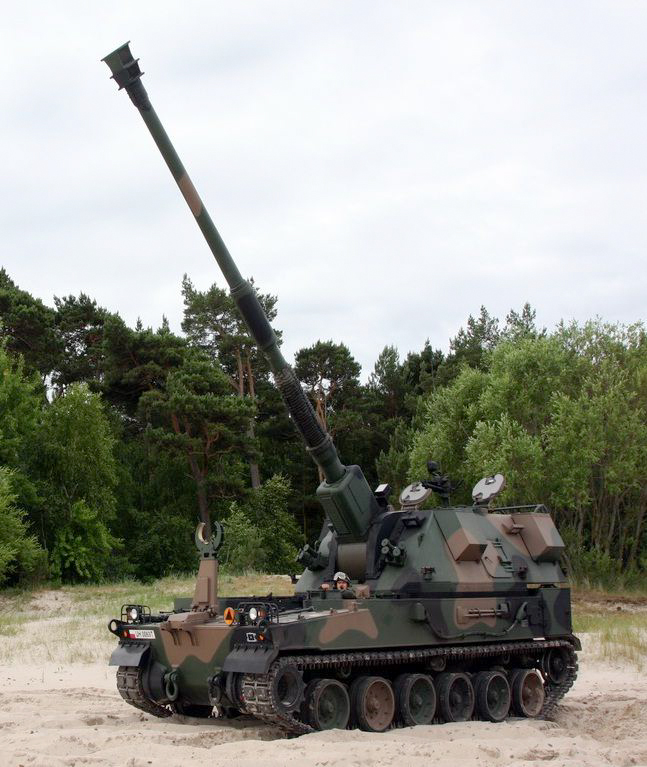
AHS Krab na podwoziu K9PL

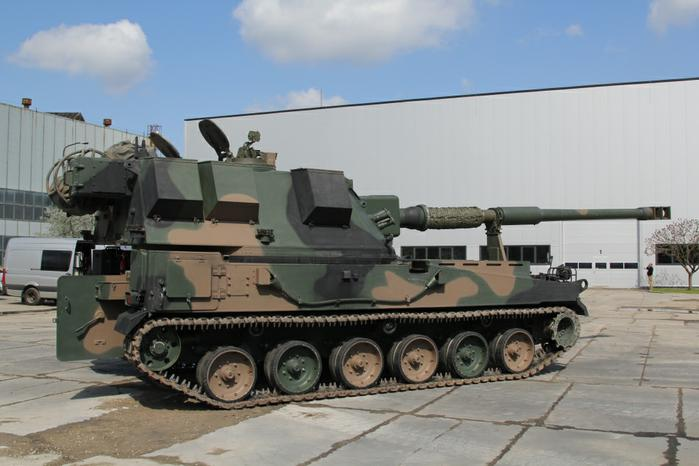
Krab na podwoziu K9PL (widok z boku)

17 grudnia 2014 roku HSW SA podpisała umowę na produkcję i polonizację (na podstawie licencji) 120 podwozi do armatohaubicy Krab typu K9 z koreańską firmą Samsung Techwin. 24 sierpnia 2015 roku w Stalowej Woli ukończono modelowy egzemplarz Kraba zintegrowanego ze spolonizowanym podwoziem K9, zaprezentowany następnie we wrześniu na salonie MSPO. Do 2017 roku z Republiki Korei do Polski trafiły 24 podwozia dla armatohaubic, a do 2018 roku kolejne 12. Dalsze 84 podwozia miały być wyprodukowane na licencji w Polsce, z coraz większym udziałem komponentów krajowych. W tym celu w HSW powstała w 2018 roku nowa hala ze zrobotyzowanymi stanowiskami do spawania kadłubów. HSW otrzymała do końca 2017 roku dokumentację techniczną podwozia, z prawem do wprowadzania zmian technicznych. W 2020 roku rozpoczęto produkcję podwozi w całości w HSW. Importowany pozostał przede wszystkim zespół napędowy (power pack).
Kompletny pierwszy dywizjonowy moduł ogniowy przekazano 11 Mazurskiemu Pułkowi Artylerii w sierpniu 2017 roku (działa numer 1 do 24). Wymieniono przy tym podwozia i dokonano przeglądów także pierwszych ośmiu dział.
14 grudnia 2016 roku podpisano kontrakt na dostawę kolejnych 96 armatohaubic (cztery dywizjonowe moduły ogniowe), co wraz z 24 już oddanymi do służby łącznie daje 120 dział. Był to zarazem największy pod względem wartości kontrakt w historii na dostawę uzbrojenia produkowanego przez polski przemysł (4 649 mln zł). 16 grudnia 2020 Inspektorat Uzbrojenia podpisał nadto aneks do umowy z 2016 roku na dostawę dodatkowych dwóch armatohaubic wraz z dostawą wozu dowodzenia (WD) szczebla baterii/plutonu, wozu amunicyjnego (WA) oraz wozu remontu uzbrojenia i elektroniki (WRUiE) dla Centrum Szkolenia Artylerii i Uzbrojenia.
Drugi i trzeci dywizjonowy moduł ogniowy oraz jedna bateria kolejnego zostały dostarczone siłom zbrojnym między 2018 a 2021 rokiem – łącznie stan sięgnął 80 dział. Kompletny czwarty moduł miał być dostarczony do końca 2022, a piąty do 2024 roku. Prawdopodobnie jednak dwie dalsze baterie przewidziane dla czwartego modułu zostały w 2022 roku przekazane Ukrainie, co łącznie z zamówieniem dalszych pojazdów przez Ukrainę opóźni harmonogram. W 2022 roku przewidziane jest zamówienie dwóch dalszych dywizjonowych modułów ogniowych. W czerwcu 2022 roku natomiast 54 działa zamówiła Ukraina. 5 września 2022 roku podpisano umowę na dostawę 48 armatohaubic Krab, 22 wozów dowodzenia, 12 wozów amunicyjnych, 2 warsztatów remontu uzbrojenia i elektroniki, a także pakietu szkolno-logistycznego dla Wojska Polskiego.

### Plany zastąpienia
Po rosyjskiej inwazji na Ukrainę w 2022 roku i ogłoszeniu programu przyspieszonych zakupów uzbrojenia dla Wojska Polskiego, Ministerstwo Obrony Narodowej ogłosiło w lipcu zamiar zakupu w Korei Południowej 150 haubic samobieżnych K9 Thunder, na których zmodyfikowanym podwoziu oparty został Krab. Decyzja ta spotkała się z licznymi krytycznymi ocenami w prasie i portalach fachowych, z uwagi na fakt produkowania przez polski przemysł nowoczesnego spolonizowanego działa tej samej klasy. Uzasadnienie ewentualnego zakupu haubic K9 stanowi jednak niemożność wyprodukowania takiej liczby haubic w krótkim czasie przez Hutę Stalowa Wola, której moce produkcyjne, dostosowane do niewielkiego poziomu zamówień przez wojsko w poprzednich latach, wynoszą w przybliżeniu 20-30 Krabów rocznie. Rzecznik Agencji Uzbrojenia zapowiedział też zamiar umieszczenia w przyszłości w HSW produkcji haubic K9PL, opartych na koreańskich K9A2. W listopadzie tego samego roku Ministerstwo Obrony Narodowej ogłosiło jednak, że K9PL będzie „spolonizowaną wersją rozwojową” K9A1, co potwierdził rzecznik Agencji Uzbrojenia.

## Opis techniczny

### Podwozie

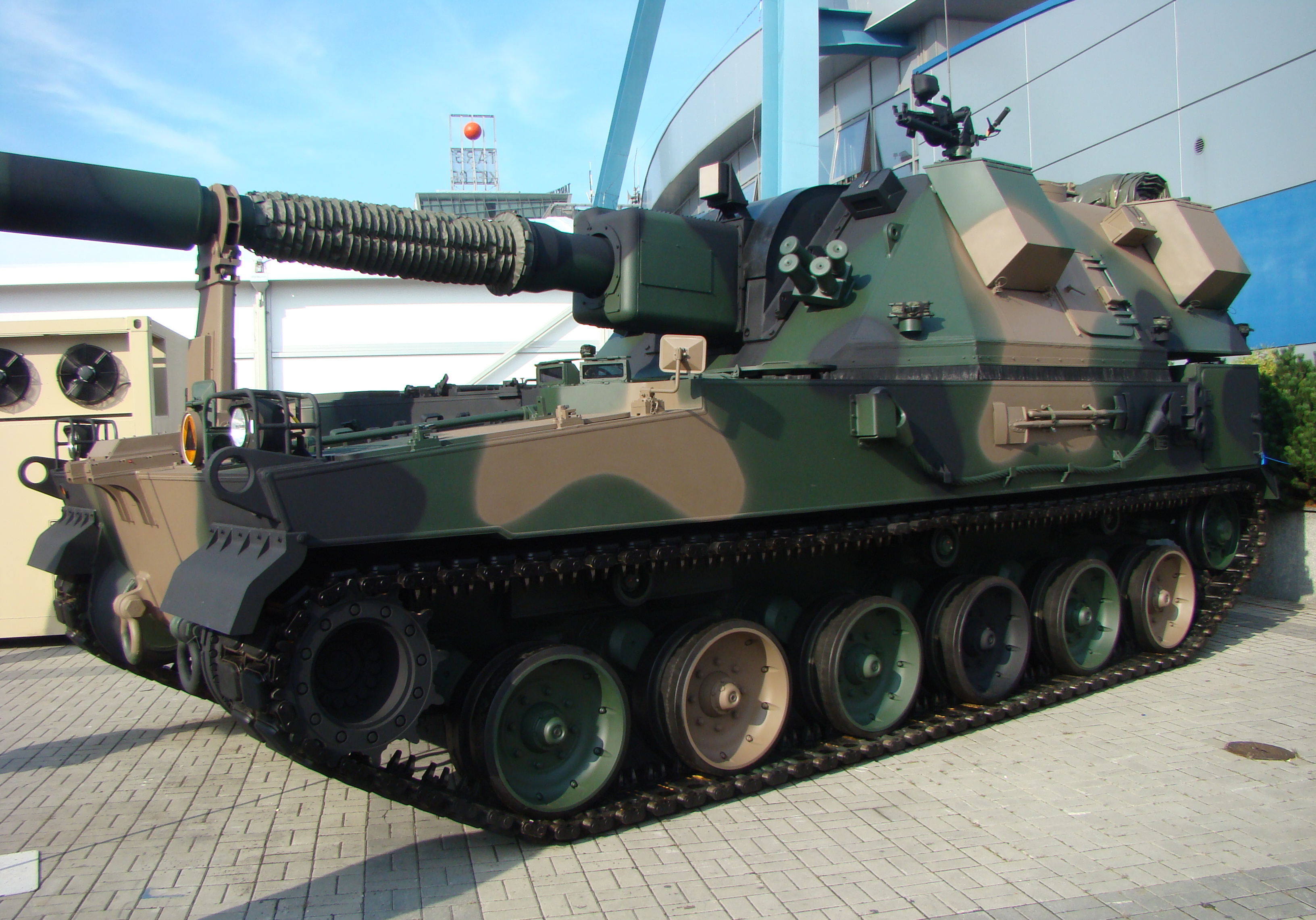
Krab na MSPO w 2017 roku – widoczne podwozie K9PL

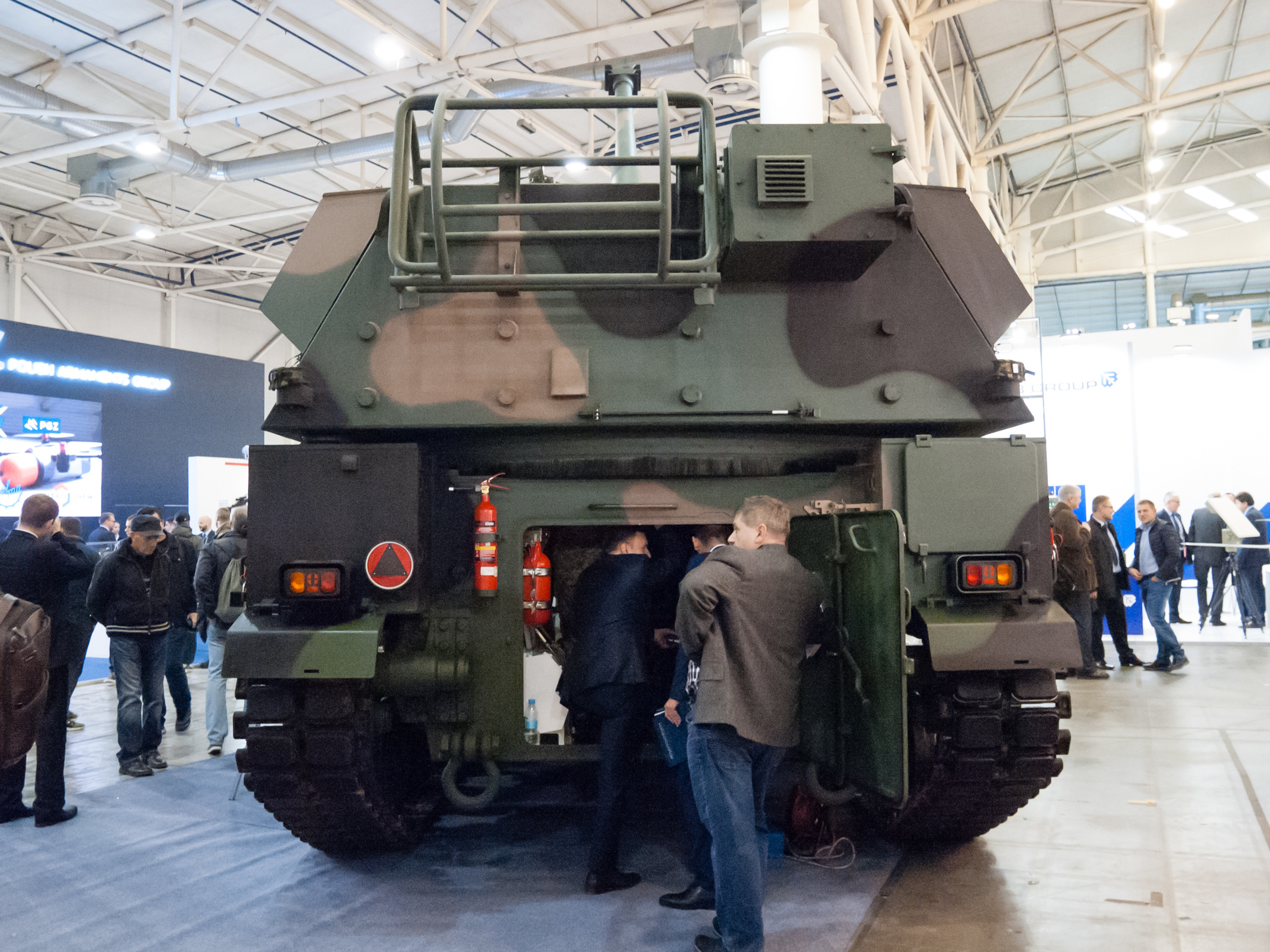
Haubica Krab na podwoziu K9PL (widok od tyłu)

Podwozie pojazdów seryjnych jest spolonizowaną wersją południowokoreańskiej haubicy K9 Thunder. Spolonizowana odmiana podwozia K9 została opracowana wspólnie przez polskich i koreańskich konstruktorów w ciągu kilku miesięcy od decyzji wymiany wadliwego podwozia UPG-NG. Polska wersja w stosunku do oryginału wyróżnia się zastosowaniem szeregu nowych rozwiązań, jakich nie posiada pierwowzór m.in. zainstalowano pomocniczy agregat zasilający (APU), system przeciwpożarowy i przeciwwybuchowy oraz filtrowentylacyjny. Zastosowano polskie oświetlenie, zestaw przyrządów kierowcy i system łączności produkcji WB Electronics. Opracowane w ten sposób podwozie oznaczone jest przez HSW jako PK9, spotykane też jest oznaczenie K9PL. 
Kadłub spawany jest z blach pancernych. Zapewnia on deklarowaną odporność na pociski przeciwpancerne kalibru do 14,5 mm i odłamki pocisków artyleryjskich.
Konfiguracja podwozia jest klasyczna dla współczesnych systemów artyleryjskich: przedział napędowy znajduje się z przodu pojazdu, tak samo jak przedział kierowania, a w środkowej i tylnej części kadłuba znajduje się przedział bojowy, nakryty wieżą. Silnik umieszczony jest po prawej stronie, zaś obok niego po lewej znajduje się stanowisko kierowcy. Napęd stanowi 8-cylindrowy silnik turbodiesel MTU MT 881 Ka-500 o maksymalnej mocy 1000 koni mechanicznych (735 kW) przy 2700 obr./min. W pojeździe zastosowano przekładnię automatyczną Allison X1100-5A3, z zakresem czterech przełożeń do przodu i dwóch do tyłu, zintegrowanym układem hamulcowym, zintegrowanym układem sterowania oraz możliwością obrotu wokół własnej osi w miejscu. Moc przekazywana jest na koła napędowe umieszczone z przodu za pośrednictwem przekładni hydrokinetycznej. Podwozie wyposażone jest w zawieszenie hydropneumatyczne w postaci sześciu kół bieżnych po każdej stronie, zawieszonych na wahaczach. Gąsienica podtrzymywana jest w górnym biegu przez trzy rolki.
Źródłem energii elektrycznej na postoju jest zastosowany w pojeździe agregat prądotwórczy DC 28 V o mocy wyjściowej 5,5 kW. Agregat ten zamontowany jest w zewnętrznej szafce w skrajnej prawej tylnej części kadłuba, a w skrajnej lewej części mieści się system filtrowentylacyjny.

### System wieżowy i uzbrojenie

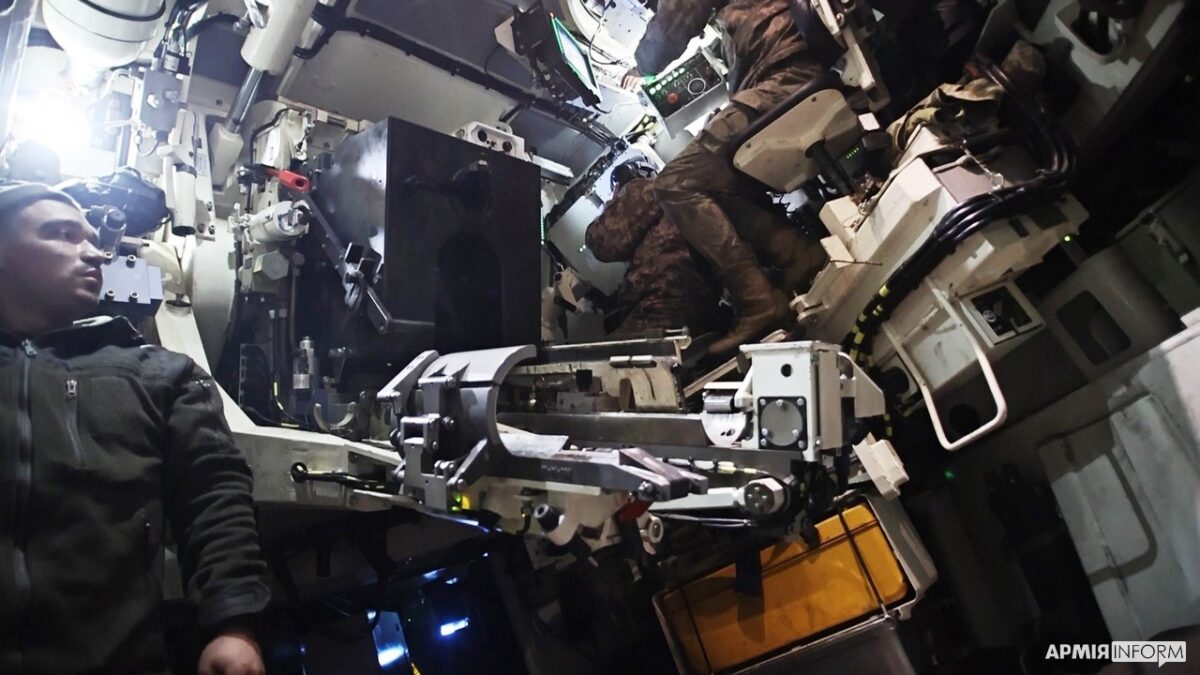
Widok na ramię podajnika STA i korytko dosyłacza haubicy Krab w służbie ukraińskiej

W stropie wieży znajdują się dwa włazy, w tym prawy został przeznaczony dla dowódcy, a w lewej ściance znajdują się niewielkie drzwiczki. Po bokach i w tylnej części wieży znajduje się miejsce na montaż dodatkowego osprzętu w postaci sprzętu saperskiego i siatek maskujących wraz ze skrzyniami na dodatkowe wyposażenie. Na ścianach wieży na zewnątrz znajduje się pięć metalowych zasobników na rzeczy osobiste załogi. W przedniej ścianie wieży umieszczone jest działo na łożu z kołyską, z hydraulicznym mechanizmem powrotnym. Wewnątrz wieży po prawej stronie znajduje się stanowisko celowniczego, a za nim dowódcy, oba zaopatrzone w siedzenia. Dwóch ładowniczych, zajmujących stanowiska w lewej części wieży, mają składane siedzenia w przedziale bojowym.
Działo konstrukcji brytyjskiej L31A1 kalibru 155 mm ma lufę o długości 8997 mm, określaną jako długość względna 52 kalibrów. Działo posiada monolityczną lufę samowzmocnioną z zamkiem klinowym o ruchu pionowym oraz dwukomorowy hamulec wylotowy. Ładowanie odbywa się półautomatycznie. Z tyłu wieży znajduje się zautomatyzowany czterosegmentowy magazyn pocisków, który podaje na środek wybrany pocisk. Jest on ręcznie wpychany przez ładowniczego z podajnika magazynu na ramię podajnika STA (shell transfer arm), które następnie ustawia się równolegle do osi lufy, po czym pocisk jest przemieszczany automatycznie w bok na korytko dosyłacza. Pocisk jest następnie wprowadzany automatycznie do komory nabojowej lufy z pomocą dosyłacza, a drugi ładowniczy wkłada ładunek miotający i spłonkę. Zapalniki pocisków ustawiane są elektronicznie. Kąt ostrzału to 360 stopni w płaszczyźnie poziomej, a w pionowej od -3,5 do +70 stopni. Prędkość obrotu wieży, a także zmiana kąta podniesienia lufy, za pomocą napędów elektrycznych, wynosi 10° stopni na sekundę.
Oprócz tego Krab posiada wielkokalibrowy karabin maszynowy WKM-B kalibru 12,7 mm zamontowany na podstawie z celownikiem K-10T na dachu wieży. Na przednich płytach wieży umieszczone są po cztery wyrzutnie granatów dymnych lub aerozolowych współdziałających z systemem samoosłony Obra.
Szybkostrzelność serią wynosi 3 strzały na 10 sekund, ogniem intensywnym 6 strzałów na minutę (możliwa do utrzymania przez 3 minuty), zaś szybkostrzelność praktyczna wynosi 2 strzały na minutę. Dla serii trzystrzałowej pierwszy pocisk ładuje się do komory nabojowej, drugi czeka na korytku dosyłacza, a trzeci na ramieniu STA. Donośność minimalna wynosi 4,5 km, maksymalna zaś 40 km. Czas przejścia haubicy z pozycji marszowej w bojową oraz opuszczenia stanowiska po oddaniu strzału wynosi około 30 sekund. Żywotność lufy nie została oficjalnie ujawniona; z nieoficjalnych informacji podczas wojny w Ukrainie wynika, że zachowanie odpowiednich parametrów ognia jest gwarantowane przez producenta do 1000-1500 wystrzałów na lufę, natomiast faktycznie lufy wytrzymują ponad 3000 wystrzałów z wymaganą celnością.
W wieży znajduje się 29 pocisków oraz 28 ładunków miotających; dalsze 11 pocisków i 20 ładunków miotających umieszczone jest w kadłubie.
Dzięki lufie o długości 52 kalibrów, Krab dysponuje donośnością strzału pociskami zwykłymi 30 km i z gazogeneratorem 40 km, taką, jak czołowe systemy tego rodzaju znajdujące się w służbie w trzeciej dekadzie XXI wieku (Panzerhaubitze 2000, K9 Thunder). Większa donośność osiągana jest przez te systemy tylko pociskami o dodatkowym napędzie rakietowym, nieużywanymi przez polskie działo. Donośność Kraba znacząco przewyższa standardowe rosyjskie działa samobieżne kalibru 152 mm 2S19 Msta-S, z lufą L/47, które osiągają odległość strzału do 24 km, a pociskami ze wspomaganiem rakietowym do 29 km. Zaletą Msty jest jedynie nieco większa szybkostrzelność – do 10 strz./min dla nowszej wersji 2S19M2, podobnie jak niemieckiej PzH 2000. Taka samą donośność 40 km lub większą przy pociskach ze wspomaganiem rakietowym ma dopiero najnowsze rosyjskie działo samobieżne 2S35 Koalicja-SW (L/54), które nie zostało przynajmniej do 2020 roku wdrożone do regularnej służby. Krab ma natomiast od dział rosyjskich nowocześniejszy i zapewniający większą mobilność układ napędowy. Donośność, a także szybkostrzelność Kraba przewyższa starsze standardowe amerykańskie działo tego kalibru M109A6 Paladin z lufą długości L/39 (18 km lub 30 km dla pocisków ze wspomaganiem rakietowym).

### Systemy elektroniczne

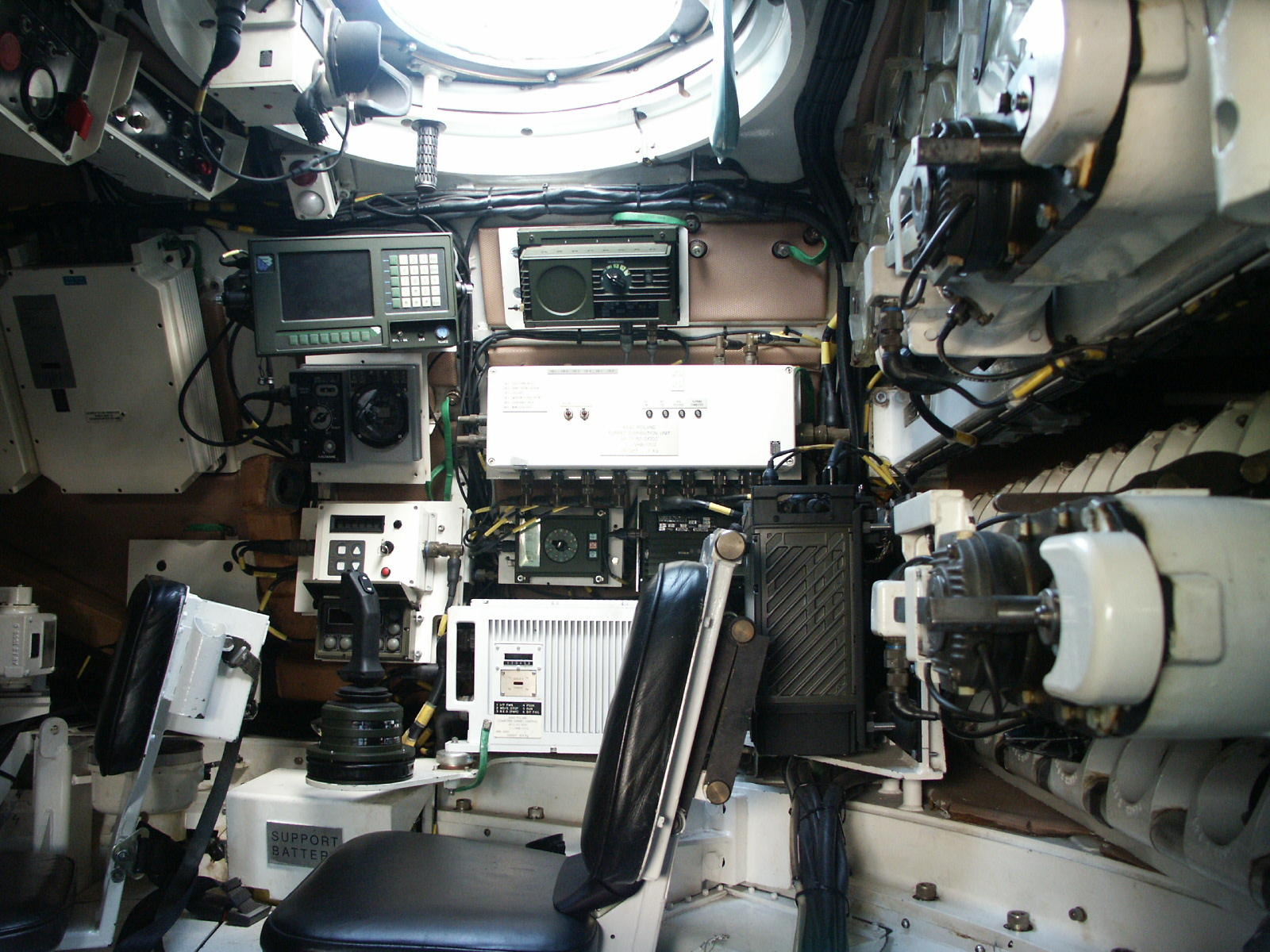
Wnętrze wieży prototypu – widok na stanowisko dowódcy, przed nim – celowniczego. Po prawej stronie magazyn pocisków

Na systemy elektroniczne AHS Krab składają się:
- system nawigacji lądowej i dowiązania topograficznego oparty na platformie bezwładnościowej z żyroskopami laserowymi[16]: Marconi FIN 3110L + system GPS + hodometr[1]; od 2018 roku TALIN 5000[12]
- zautomatyzowany system dowodzenia i kierowania ogniem rodziny ZZKO Topaz, z którym współpracują[12]:
  - komputer balistyczny dowódcy działa – obrazujący sytuację taktyczną na mapie cyfrowej, wykonujący obliczenia balistyczne i wypracowujący dane do strzelania (polski DD9620 produkcji WB Electronics)[48],
  - komputer celowniczego – sterujący po otrzymaniu danych do strzelania komputerem sterującym wieżą (pierwotnie brytyjski LDU – Layer's Display Unit)[48][g]
  - komputer sterujący wieżą – automatyzujący procesy związane z ładowaniem i wycelowaniem działa (pierwotnie brytyjski TCC, od 2010 produkcji WB Electronics)[48][22],
- system łączności wewnętrznej FONET produkcji WB Electronics[48]
- radiostacja cyfrowa UKF typ RRC 9311AP[1];

- dzienne i nocne przyrządy obserwacyjne kierowcy i dowódcy[1];

- system ostrzegania przed opromieniowaniem laserem i samoosłony Obra-3 SSP-1[1];
- celownik do strzelania na wprost[1];
- dopplerowski radar balistyczny Weibel MVRS-700 SCD nad lufą działa, mierzący prędkość wylotową pocisków[1][48].

Prototyp był wyposażony ponadto w dalmierz laserowy.
Zautomatyzowany system dowodzenia i kierowania ogniem czerpie informacje między innymi z posterunków obserwatorów, radarów artyleryjskich RZRA Liwiec i bezpilotowych statków latających, np. FlyEye. Zapewnia on przekazywanie meldunków i komend w sposób zautomatyzowany, z wykorzystaniem tylko cyfrowych urządzeń łączności i transmisji danych. Procedura od podania współrzędnych celu do otwarcia ognia trwa poniżej 30 sekund, także w przypadku celów nieplanowanych, a obliczenia balistyczne wykonywane są w czasie ruchu pojazdu. System nawigacji lądowej i dowiązania topograficznego zapewnia informacje o dokładnym położeniu działa w terenie w czasie rzeczywistym, co pozwala na autonomiczność poszczególnych pojazdów jako środków ogniowych.

### Dywizjonowy Moduł Ogniowy Regina
W skład pojedynczego DMO w Siłach Zbrojnych RP wchodzą 24 armatohaubice Krab, 2 wozy dowódczo-sztabowe (WDSz) i 9 wozów dowodzenia (WD) zbudowanych na gąsienicowym podwoziu LPG, 6 wozów amunicyjnych (WA) osadzonych na podwoziu ciężarówki Jelcz 882.53 w układzie 8x8 oraz jeden wóz remontu uzbrojenia i elektroniki (WRUE) osadzony na ciężarówce Jelcz P662D.35.
Dywizjon składa się z trzech baterii w składzie ośmiu haubic, które dzielą się na dwa plutony ogniowe. Dwa wozy dowódczo-sztabowe przeznaczone są dla dowódcy i szefa sztabu dywizjonu, trzy wozy dowodzenia dla dowódców baterii i sześć wozów dowodzenia dla dowódców plutonów ogniowych.

### Amunicja
Krab przystosowany jest do amunicji odpowiadającej normom natowskiego porozumienia JBMoU (Joint Ballistics Memorandum of Understanding). Początkowo nie prowadzono własnego programu amunicyjnego. Dostawę amunicji dla Sił Zbrojnych następnie zaproponowały Zakłady Metalowe Dezamet. Z powodu dużych kosztów i ryzyka związanego z samodzielnym opracowaniem amunicji, podjęły one współpracę ze słowacką firmą ZVS Holding a.s. z Dubnicy nad Wagiem i 9 grudnia 2010 roku podpisały umowę licencyjną. W 2012 roku wdrożono w Dezamecie produkcję zapalników uderzeniowych KZ984, pozostałe części amunicji były wdrażane etapami.
Firma Dezamet dostarcza klasyczne pociski odłamkowo-burzące OFd MKM (donośność około 32 km) oraz odłamkowo-burzące OFd MKM DV z gazogeneratorem (donośność około 40 km). Pociski te elaborowane są 10 kg trotylu i mają masę odpowiednio 40,3 kg lub 43,55 kg. Zapalnik KZ984 ma dwa tryby działania: natychmiastowy po uderzeniu w cel i ze zwłoką. Modułowe ładunki miotające są dostarczane przez czeską firmę Explosia a.s. z Pardubic, produkcja docelowo miała być uruchomiona w oddziale Mesko SA w Pionkach. W 2020 roku trwało uruchamianie produkcji ładunków miotających w zakładach Mesko.
Pierwszy kontrakt na dwa tysiące pocisków zwykłych i tysiąc z gazogeneratorem zakłady Dezamet otrzymały w lipcu 2014 roku. Po pomyślnych próbach licencyjnej amunicji na Słowacji, do 2019 roku zakłady dostarczyły dalsze 11 tysięcy pocisków. W 2019 roku, w ramach największego dotychczasowego kontraktu, wojsko zamówiło 24 tysiące pocisków, w tym 6 tysięcy z gazogeneratorem, z terminem do końca 2022 roku.
Przewidywane jest wdrożenie polskich pocisków precyzyjnego rażenia APR155 programu Szczerbiec, wymagających podświetlenia celu laserem, nad którymi prace są prowadzone na przełomie drugiej i trzeciej dekady XXI wieku.
Według doniesień medialnych, Kraby na Ukrainie zostały jesienią 2022 roku z powodzeniem użyte do wystrzeliwania amerykańskiej amunicji precyzyjnej Excalibur, korygowanej za pomocą systemu nawigacji GPS/INS, osiągającej z lufy tej długości donośność ponad 50 km. W Ukrainie używano także amunicji klasycznej tego kalibru rozmaitego pochodzenia, wzoru i daty produkcji.

## Służba

### Polska

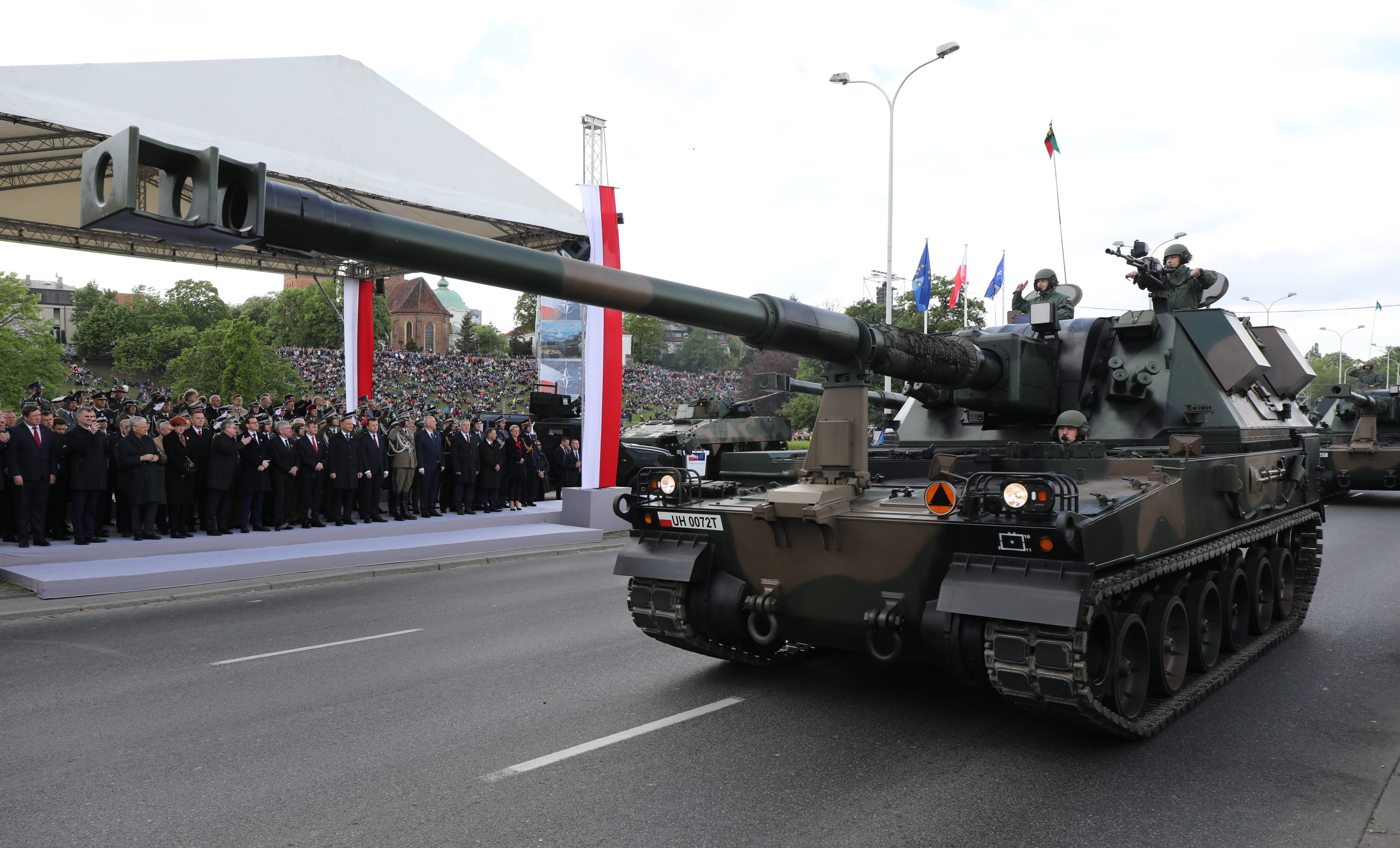
AHS Krab w czasie defilady w Warszawie w 2019 roku

Głównym użytkownikiem i przez długi czas jedynym odbiorcą AHS Krab były Wojska Lądowe. Deklarowały one początkowo potrzebę posiadania około 50 Krabów. Zgodnie z treścią Planu Modernizacji Technicznej Sił Zbrojnych do końca 2025 roku do Wojsk Rakietowych i Artyleryjskich ma trafić pięć w pełni wyposażonych dywizjonów dział Krab. W skład dywizjonu wchodzą 24 armatohaubice oraz sprzęt towarzyszący. Dla szerszej publiczności działa Krab wykorzystywane przez Wojsko Polskie, jeszcze na podwoziach UPG-NG, zaprezentowano na defiladzie w Warszawie 14 sierpnia 2014 roku.
AHS Krab są wykorzystywane w Wojskach Lądowych przez:
- 11 Mazurski Pułk Artylerii (16 Pomorska Dywizja Zmechanizowana) w Węgorzewie – pierwsza bateria od 30 listopada 2012 roku, kompletny dywizjon od 31 sierpnia 2017 roku[2][18]
- 5 Lubuski Pułk Artylerii (12 Szczecińska Dywizja Zmechanizowana) w Sulechowie – od marca 2019 roku[54]

- 23 Śląski Pułk Artylerii (11 Lubuska Dywizja Kawalerii Pancernej) w Bolesławcu – od października 2020 roku[55]
- 14 Dywizjon Artylerii Samobieżnej (21 Brygada Strzelców Podhalańskich – 18 Dywizja Zmechanizowana) w Jarosławiu – jedna bateria od grudnia 2021 roku[56]

Kolejnym pododdziałem przewidzianym do przezbrojenia do 2024 roku miał być dywizjon artylerii 1 Warszawskiej Brygady Pancernej (18 Dywizja Zmechanizowana). W związku z pomocą Ukrainie po rosyjskiej agresji, część pojazdów z zasobów Wojska Polskiego przekazano Ukrainie, co doprowadziło do interwencyjnego zakupu przez Polskę i wprowadzenia na uzbrojenie południowokoreańskich armatohaubic K9.

### Ukraina

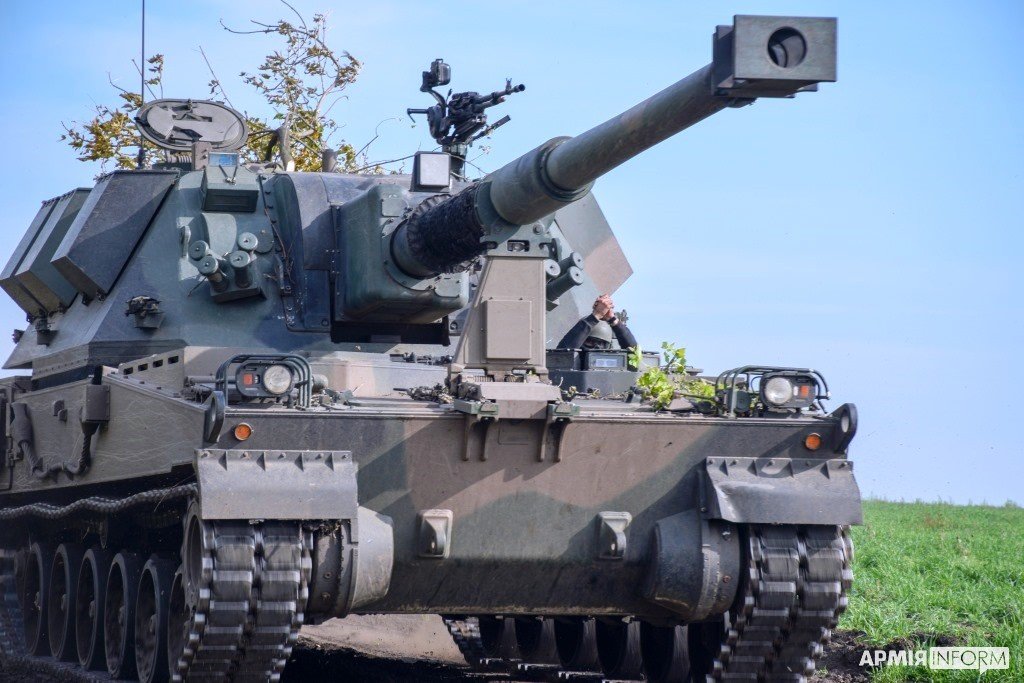
AHS Krab w Ukrainie

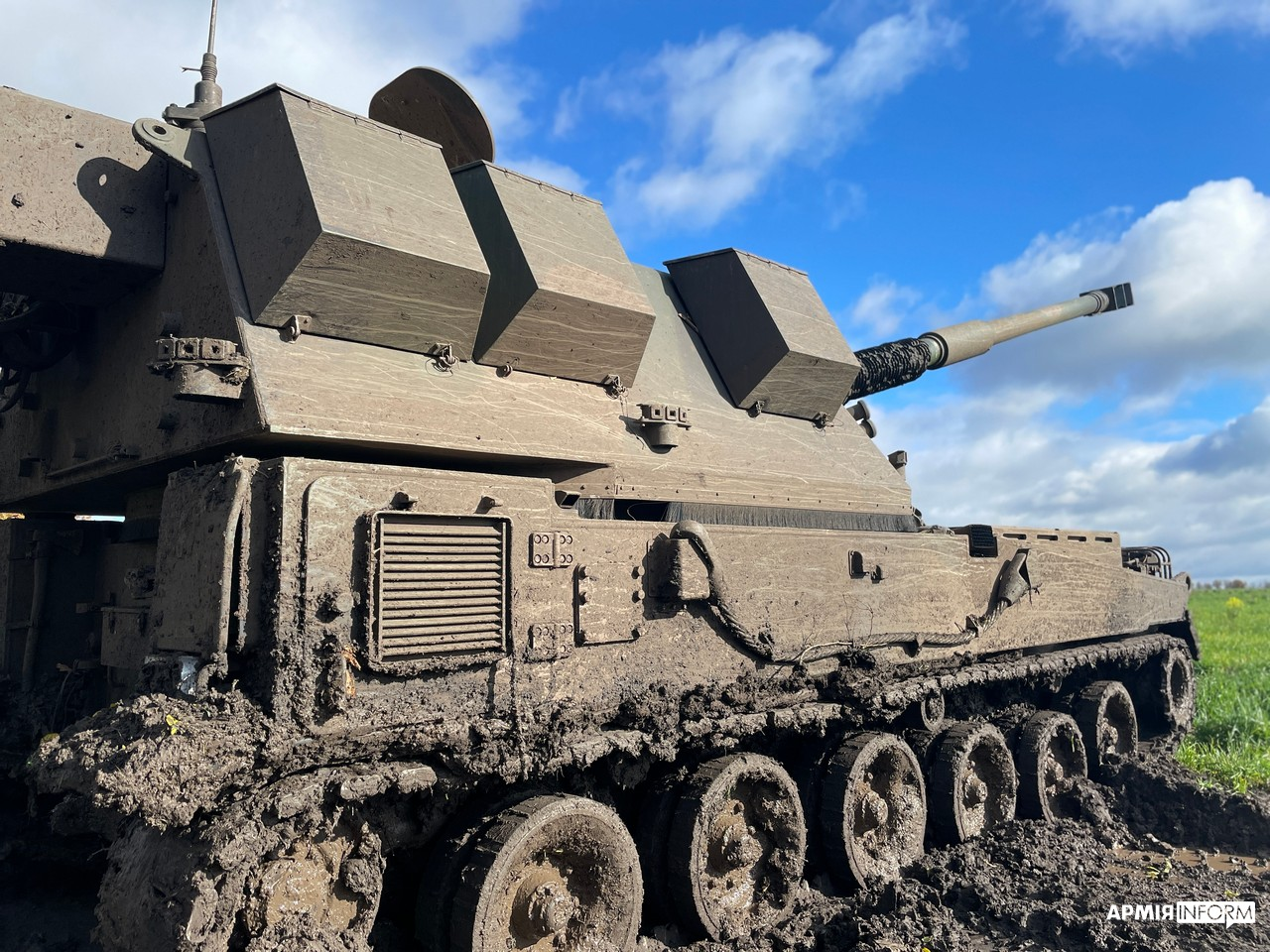
Ukraiński Krab w błocie

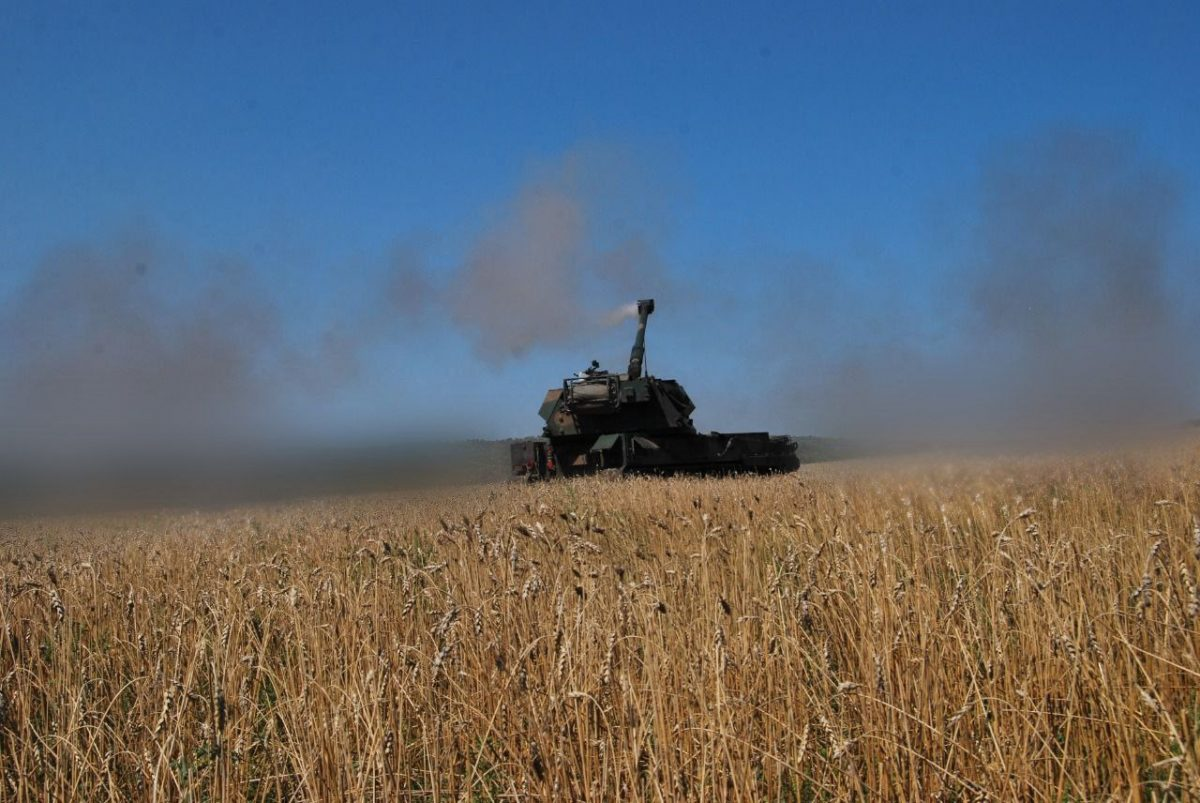
Ukraiński Krab po oddaniu strzału w trakcie inwazji Rosji na Ukrainę

30 maja 2022 roku media poinformowały o przekazaniu Siłom Zbrojnym Ukrainy 18 sztuk AHS Krab z zasobów Wojsk Lądowych i przeszkoleniu stu ukraińskich artylerzystów, w związku z inwazją Rosji na Ukrainę. Według dostępnych informacji, zostały one podarowane przez Polskę w ramach pomocy militarnej. 1 czerwca media poinformowały, że Ukraina zamówiła w Polsce trzy dalsze dywizjony Krabów wraz z pojazdami towarzyszącymi, prawdopodobnie z nowej produkcji. 7 czerwca podczas wizyty Prezesa Rady Ministrów Mateusza Morawieckiego w Hucie Stalowa Wola oficjalnie potwierdzono informacje o podpisaniu umowy na zakup przez Ukrainę 54 nowych haubic, o wartości 2,7 mld zł, za środki częściowo pochodzące z Unii Europejskiej. Termin realizacji zamówienia ujawniono następnie jako 24 miesiące. Prezydent Ukrainy Wołodymyr Zełenski w przemówieniu 12 lipca zasugerował, że Polska dostarczyła Ukrainie kolejne haubice Krab. W październiku tego roku Minister Obrony Ukrainy Ołeksij Reznikow na konferencji prasowej ujawnił, że Ukraina otrzymała w darze od Polski trzy dywizjony Krabów, a trzy dalsze zamówiono. Oznacza to przekazanie 54 Krabów z zasobów Wojska Polskiego Ukrainie, co stanowi większość wyprodukowanej broni. Niezweryfikowane informacje wskazywały w połowie 2023 roku, że Ukrainie przekazano (łącznie z zamówionymi) 72 Kraby. Oceniano wówczas, że Kraby odgrywały kluczową rolę w ukraińskiej artylerii i były najliczniejszym z zachodnich nowoczesnych samobieżnych systemów artyleryjskich w Siłach Zbrojnych Ukrainy.
W służbie ukraińskiej baterie Krabów liczą sześć dział i dwa wozy dowodzenia, mogą być też dzielone na dwa plutony ogniowe, a cały dywizjon artylerii samobieżnej liczy 18 dział. Dzięki możliwościom systemu dowodzenia i zarządzania walką, poszczególne działa mogą być też rozproszone w terenie i wykonywać zadania ogniowe autonomicznie, co zmniejsza ryzyko ich zniszczenia. Stwierdzono, że pojedyncze Kraby mogą też skutecznie wykonywać zadania bojowe samodzielnie, w oderwaniu od baterii, co utrudnia ich wykrycie i zniszczenie dzięki krótkiemu czasowi przejścia z pozycji marszowej do bojowej. Zaletą też okazał się system ostrzegania przed opromieniowaniem laserem Obra z automatycznym stawianiem zasłony dymnej, a w przypadku trafienia wartościowy dla ochrony załóg okazał się system przeciwwybuchowy Deugra. Doświadczenia bojowe potwierdziły wysoką ocenę przydatności i parametrów działa, w szczególności dużej donośności, mobilności i niezawodności. Oceniano, że Krab wyróżnia się dość wysoką niezawodnością podzespołów i odpornością na zużycie w ekstremalnych warunkach. Drugą stroną większej nowoczesności konstrukcji i niezawodności od systemów poradzieckich są jedynie trudniejsze naprawy, wymagające odpowiedniego serwisu. Wśród zalet użytkowych w stosunku do systemów poradzieckich wymienia się ergonomię, komfort pracy i życia załogi w obszernym wnętrzu, oraz wyposażenie w pomocniczy agregat prądotwórczy. Doświadczenia z użycia bojowego Krabów przekazywano z kolei producentowi w celu ulepszania sprzętu.
W czerwcu 2022 roku Kraby SZU z partii 18 przekazanych zostały skierowane na front w Donbasie, a 29 czerwca Siły Zbrojne Ukrainy opublikowały ich pierwsze oficjalne fotografie, potwierdzając ich użycie bojowe. 17 lipca ujawniono film pokazujący pierwszą haubicę Krab zniszczoną w walkach, prawdopodobnie na minie. Drugą armatohaubicę zniszczył rosyjski Specnaz 24 listopada 2022 roku, a trzecia i czwarta zostały zniszczone pod koniec grudnia 2022 roku. Od listopada 2022 roku straty ponoszono głównie na skutek uderzeń amunicji krążącej Łancet-3. Częściowo ograniczono zagrożenie z ich strony przez montowanie na pojazdach niestandardowych ekranów siatkowych. Do połowy 2023 roku zniszczono lub uszkodzono około 20 Krabów. Do 30 grudnia 2024 roku potwierdzono zniszczenie lub uszkodzenie łącznie 36 armatohaubic Krab. Część z nich prawdopodobnie była następnie remontowana, z pomocą producenta.